# St. Sebastian (Ingenried)

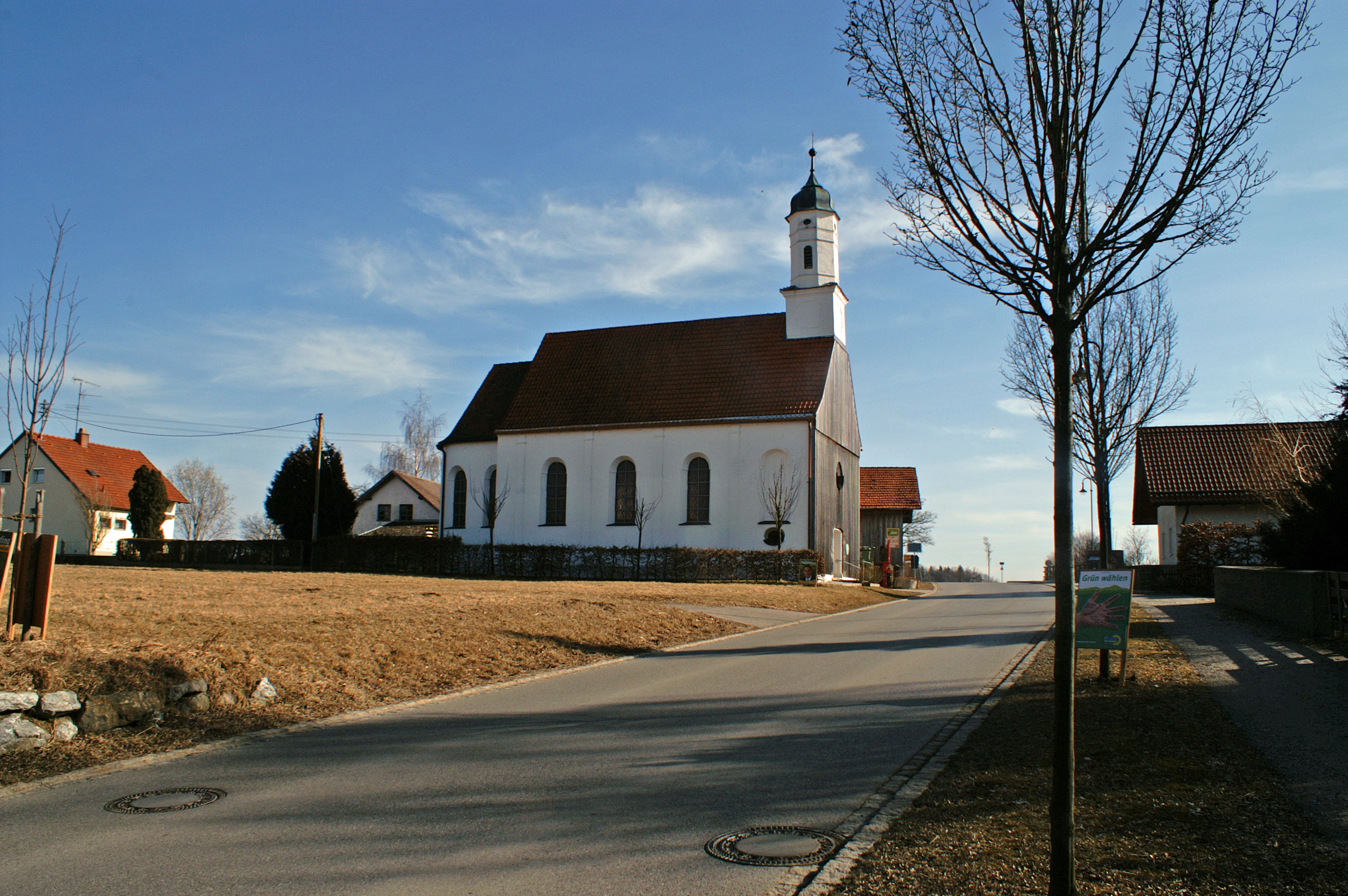
St. Sebastian in Ingenried

Die römisch-katholische Kapelle St. Sebastian steht in Ingenried, einem Gemeindeteil von Pforzen im schwäbischen Landkreis Ostallgäu von Bayern. Das Bauwerk ist in der Liste der Baudenkmäler in Pforzen als Baudenkmal unter der Nr. D-7-77-158-10 eingetragen.

## Beschreibung
Die Saalkirche wurde um 1755 errichtet. Sie besteht aus einem Langhaus, das mit Lisenen in vier Fensterachsen unterteilt ist, und einem eingezogenen, halbrund geschlossenen Chor im Nordosten. Über der Fassade im Südwesten, deren Wandverkleidung aus Holz besteht, erhebt sich ein quadratischer Dachreiter, auf dem ein achteckiges Geschoss sitzt, das mit einer Zwiebelhaube bedeckt ist.